# Kolosovskij rajon
Il Kolosovskij rajon (in russo Колосовский район?) è un rajon dell'Oblast' di Omsk, nella Russia asiatica; il capoluogo è Kolosovka. Istituito nel 1924, ricopre una superficie di 4.800 chilometri quadrati e consta di una popolazione di circa 14.000 abitanti.